# Ambrosi Aurelià
Ambrosius Aurelianus, també anomenat Aurelius Ambrosius en la Historia Regum Britanniae, fou un senyor de la guerra i probable rei dels romanobritans que va derrotar els anglosaxons en el segle v segons l'historiador Gildas de Rhuys.

## Ambrosi segons Gildas
Ambrosi Aurelià és una de les poques persones que apareixen en el sermó de Gildas De Excidio et Conquestu Britanniae. Com a conseqüència de l'assalt dels saxons, els supervivents es reuneixen sota el lideratge d'Ambrosi. Segons Gildas, Ambrosi era d'origen noble i sang romana, nascut a la província de Britànnia, encara que és impossible estar-ne segur. Ambrosi també era cristià. Sota el seu lideratge, els Britans van organitzar un exèrcit i van vèncer per primer cop els invasors en una batalla que alguns han identificat com la batalla del Mont Badon.

## Altres fonts
Beda, en la seva obra Historia ecclesiastica gentis Anglorum, coincideix amb Gildas, però data la batalla en l'època de l'emperador Zenó (474–491).
La Historia Brittonum, de Nennius, conté diverses referències a Ambrosi, sent la més popular la història sobre Ambrosi, Vortigern i els dos dracs de Dinas Emrys (Fortalesa d'Ambrosi) en els capítols 40–42. Aquesta història seria més tard repetida per Geoffrey de Monmouth en la seva obra Historia Regum Britanniae, on combina el personatge d'Ambrosi amb la llegenda gal·lesa del mag Myrddin o Merlí. Geoffrey també identifica Ambrosi com un dels tres fills de Constantí III, juntament amb els seus germans Constans II i Uterpendragó, lluitant contra els invasors saxons Hengist i Horsa.
Tornant a la Historia Brittonum, en el capítol 31 se'ns diu que Vortigern va governar sempre amb por d'Ambrosi; més tard, en el capítol 66, es parla de la batalla de Guoloph entre Ambrosi i el líder saxó Vitolinus; finalment, en el capítol 48, es diu que el fill de Vortigern va poder governar sobre les regions de Buellt i Gwrtheyrnion amb el vistiplau d'Ambrosi. No és clar com tots aquests fets es relacionen l'un amb l'altre o si de fet es parla de diferents persones amb el mateix nom. La Historia Brittonum data la batalla de Guoloph una generació abans que la batalla liderada per Ambrosi segons Gildas.
Al final de la història narrada en els capítols 40–42, Vortigern entrega a Ambrosi "la fortalesa, amb tots els regnes de la part occidental de Britànnia." En el capítol 48, Ambrosi Aurelià és descrit com "Rei entre tots els reis de la nació Britona". Ens és difícil saber quin grau the poder tenia Ambrosi, i sobre quina àrea, però els estudiosos semblen donar per cert que va governar sobre part d'Anglaterra.
En temps més moderns, el lingüista bretó Léon Fleuriot treballa amb la tesi que el llegendari rei dels Bretons Riothamus era en realitat Ambrosi, demostrant la intervenció de bretons de l'altra banda del Canal constituïts en legions romanes davant del perill dels gots.